# Новий Замек
Новий Замек (пол. Nowy Zamek, нім. Neuschloß) — село в Польщі, у гміні Мілич Мілицького повіту Нижньосілезького воєводства.
Населення — 288 осіб (2011).
У 1975-1998 роках село належало до Вроцлавського воєводства.

## Демографія
Демографічна структура станом на 31 березня 2011 року:
|          | Загалом | Допрацездатний вік | Працездатний вік | Постпрацездатний вік |
| -------- | ------- | ------------------ | ---------------- | -------------------- |
| Чоловіки | 142     | 37                 | 92               | 13                   |
| Жінки    | 146     | 42                 | 84               | 20                   |
| Разом    | 288     | 79                 | 176              | 33                   |